# Église Saint-Martin de Moorsel
L'église Saint-Martin (Sint-Martinuskerk en néerlandais) est une église de style gothique et classique située à Moorsel, section de la commune belge d'Alost, dans la province de Flandre-Orientale.

## Localisation
L'église se dresse sur la place du village, appelée Moorsel-Dorp, à quelques dizaines de mètres au sud de la chapelle Sainte-Gudule de Moorsel.

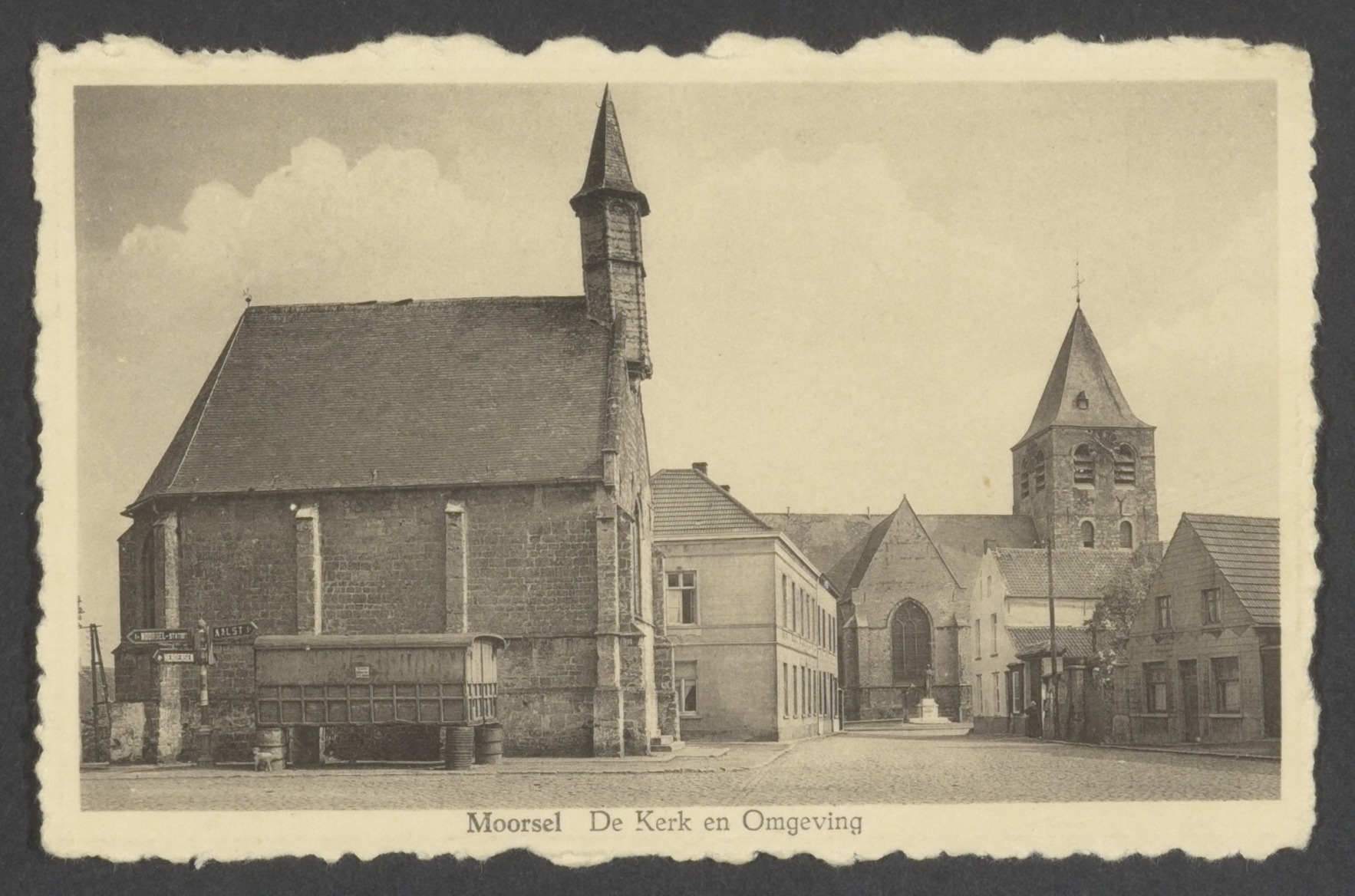
La chapelle et l'église sur une carte postale du début du XXe siècle.

## Historique
Selon la légende, l'église Saint-Martin a été fondée au VIIe siècle à l'emplacement de la chapelle du Saint-Sacrement, où venait prier tous les jours sainte Gudule (Gudule de Bruxelles ou Gudule de Moorsel), née à Moorsel et y décédée vers 714,.
Mentionnée pour la première fois en 1105, l'église est construite sous la tutelle de l'abbé de l'abbaye d'Affligem,. 
La sous-structure romane de l'édifice date du XIIe siècle.
La base de la tour occidentale date du XIIIe siècle tandis que sa partie supérieure et la petite tour d'escalier ronde dont elle est flanquée au sud datent du XIVe siècle, de même que la nef centrale,,.
Le chœur est construit en 1450-1500 et les collatéraux et le transept sont édifiés durant la deuxième moitié du XIVe siècle. 
Le chœur est rénové en 1663,.
La tour est dotée au XVIIe siècle d'une flèche pyramidale et, durant la seconde moitié du XVIIIe siècle, d'un portail de style rococo,.
Les nefs latérales sont agrandies en 1823.

## Classement
Le chœur, le transept et la tour de l'église fait l'objet d'un classement au titre des monuments historiques depuis le 3 juillet 1942 sous la référence 8216.
Le classement est étendu à l'ensemble de l'église le 20 novembre 1973 sous la référence 8218.
Par ailleurs, l'église figure à l'inventaire du patrimoine immobilier de la Région flamande sous la référence 471.

## Architecture

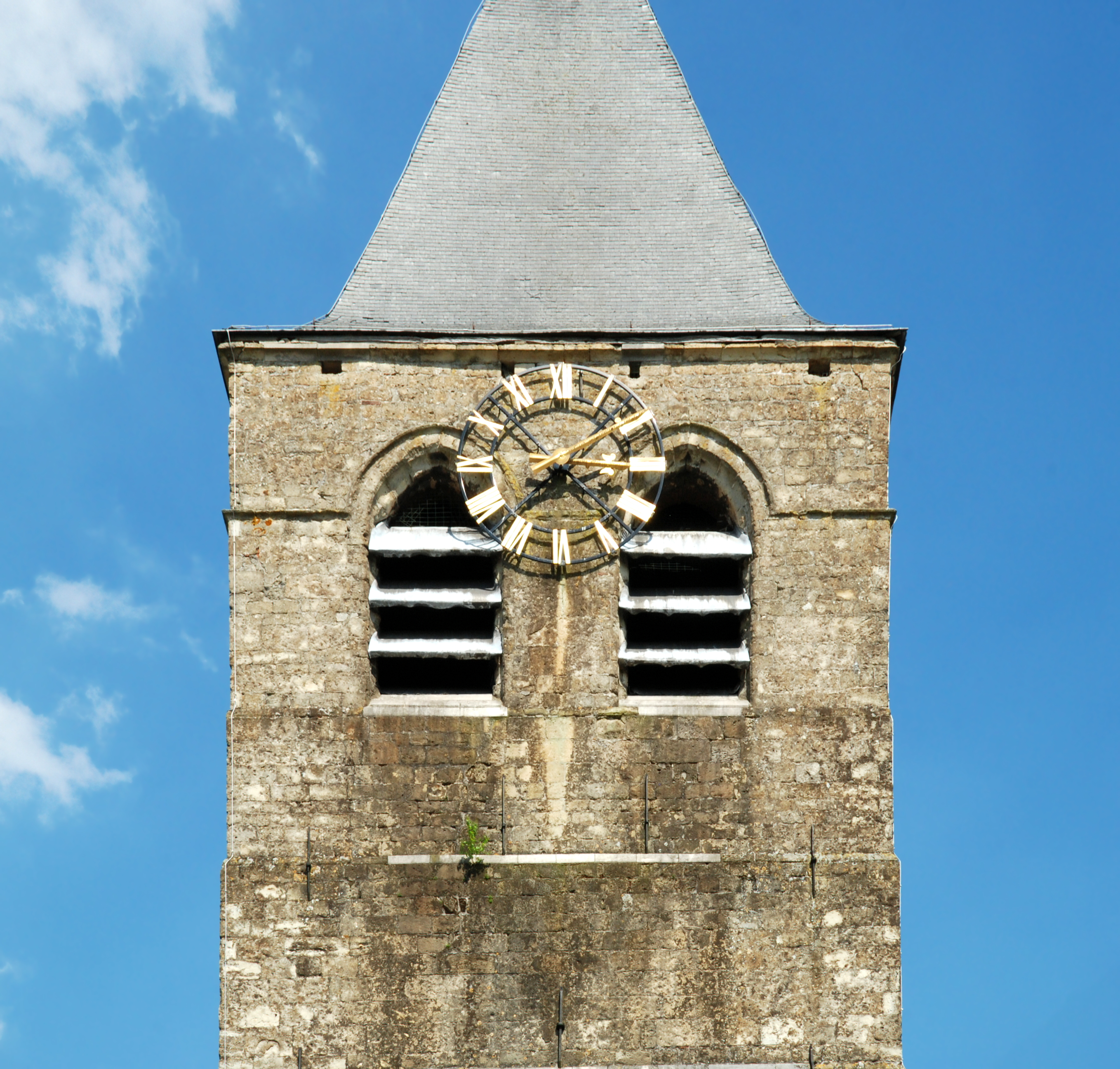
Baies géminées de la tour.
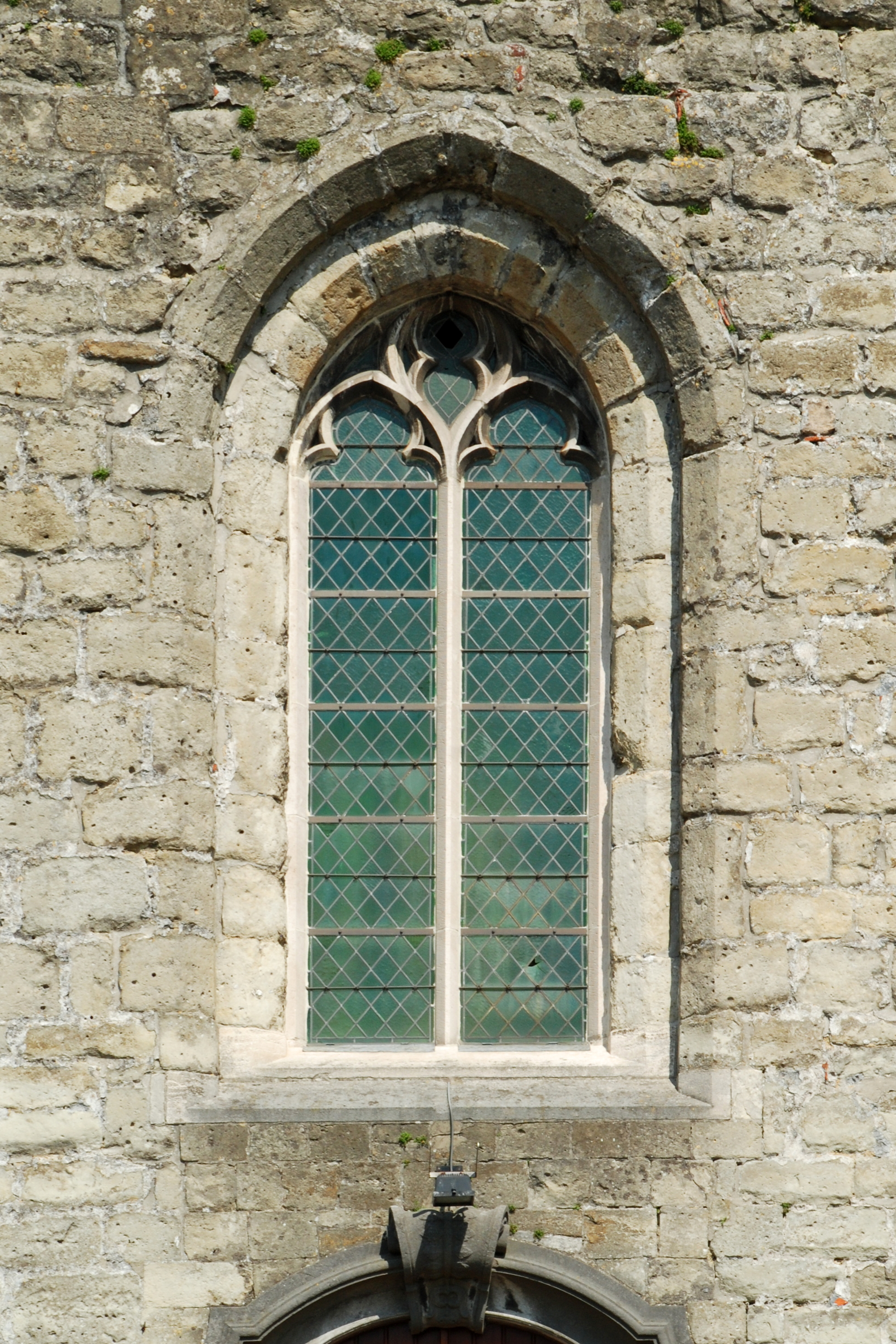
Baie gothique de la tour.
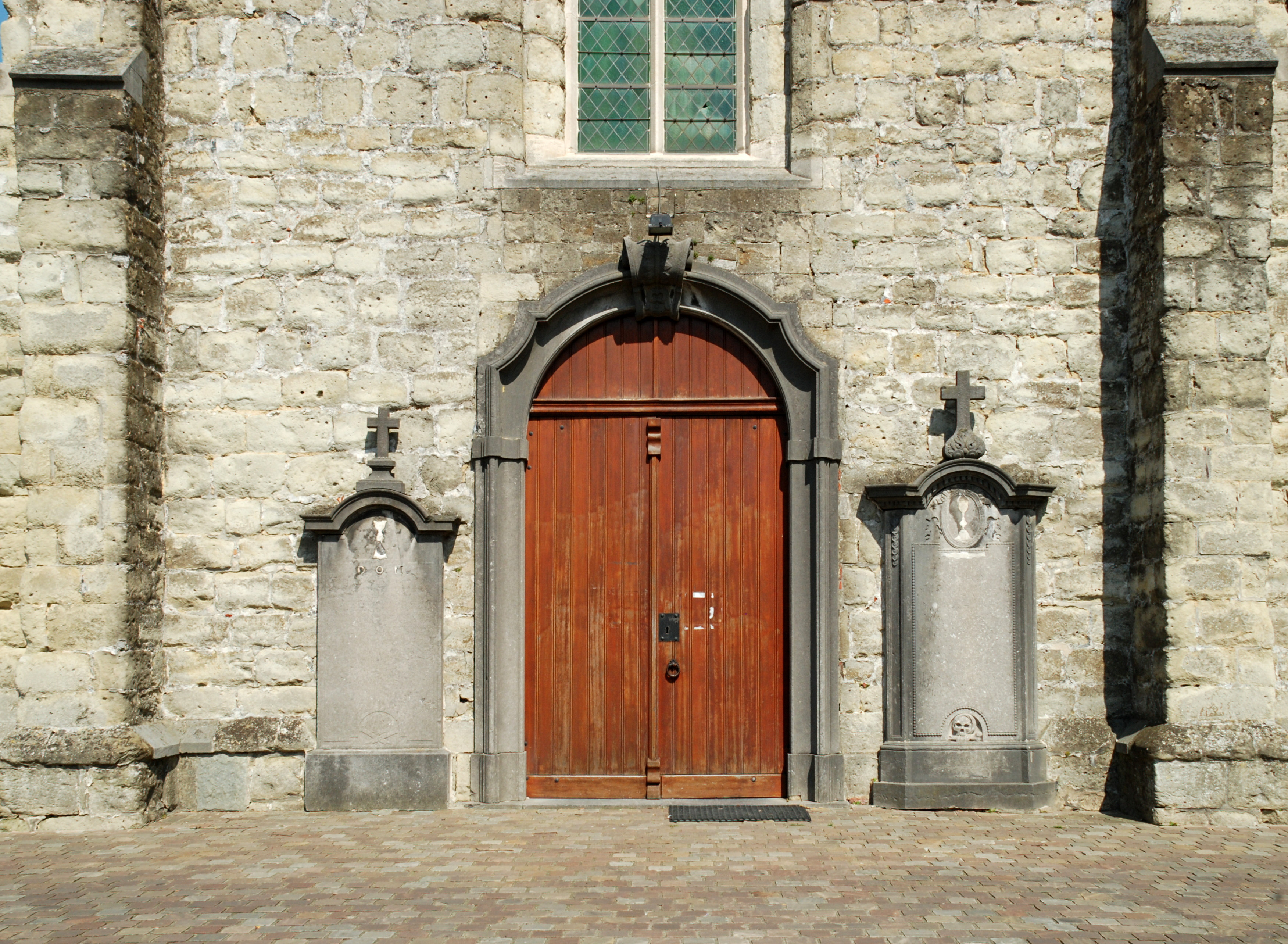
Portail rococo.
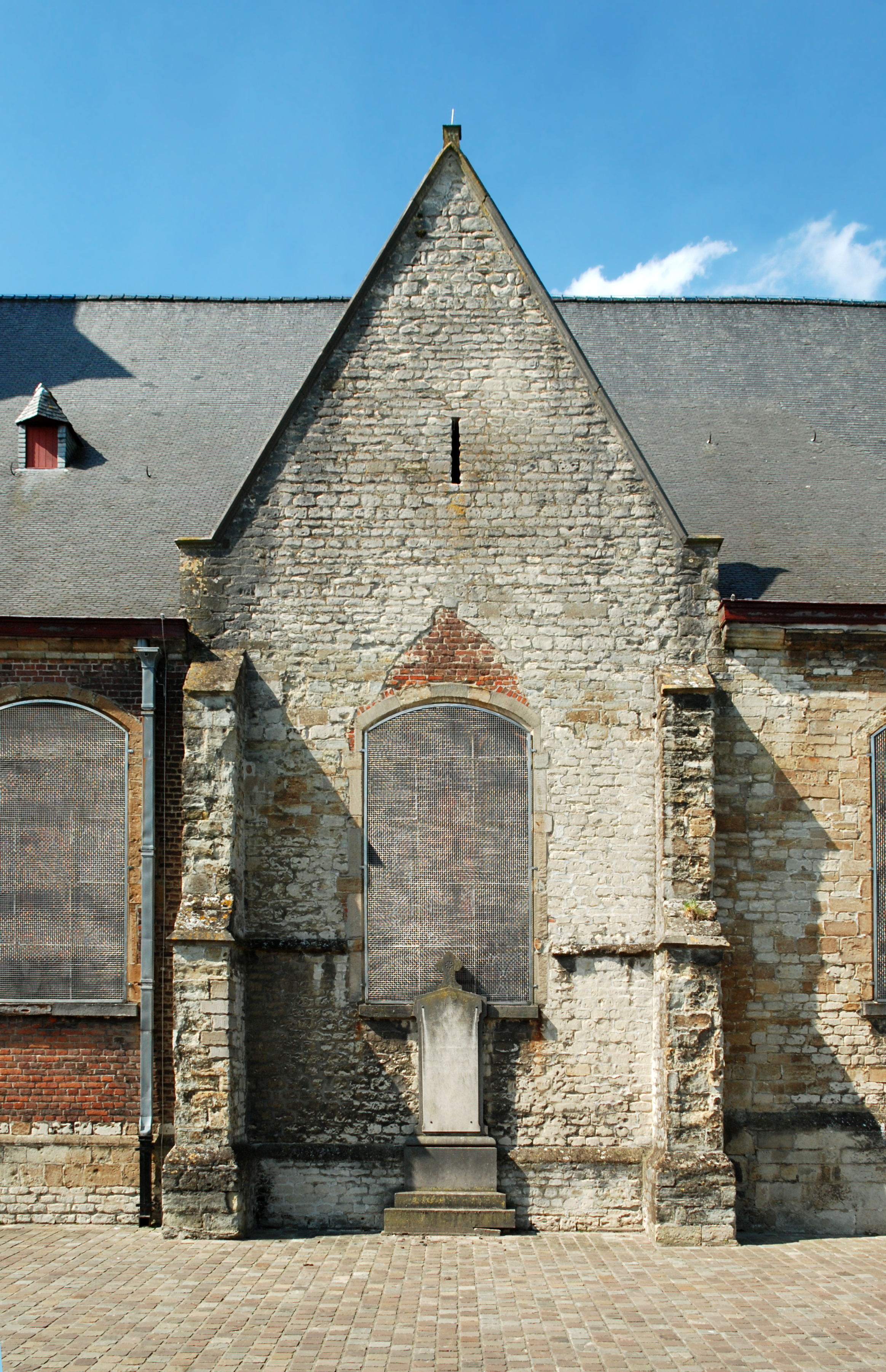
Transept sud.
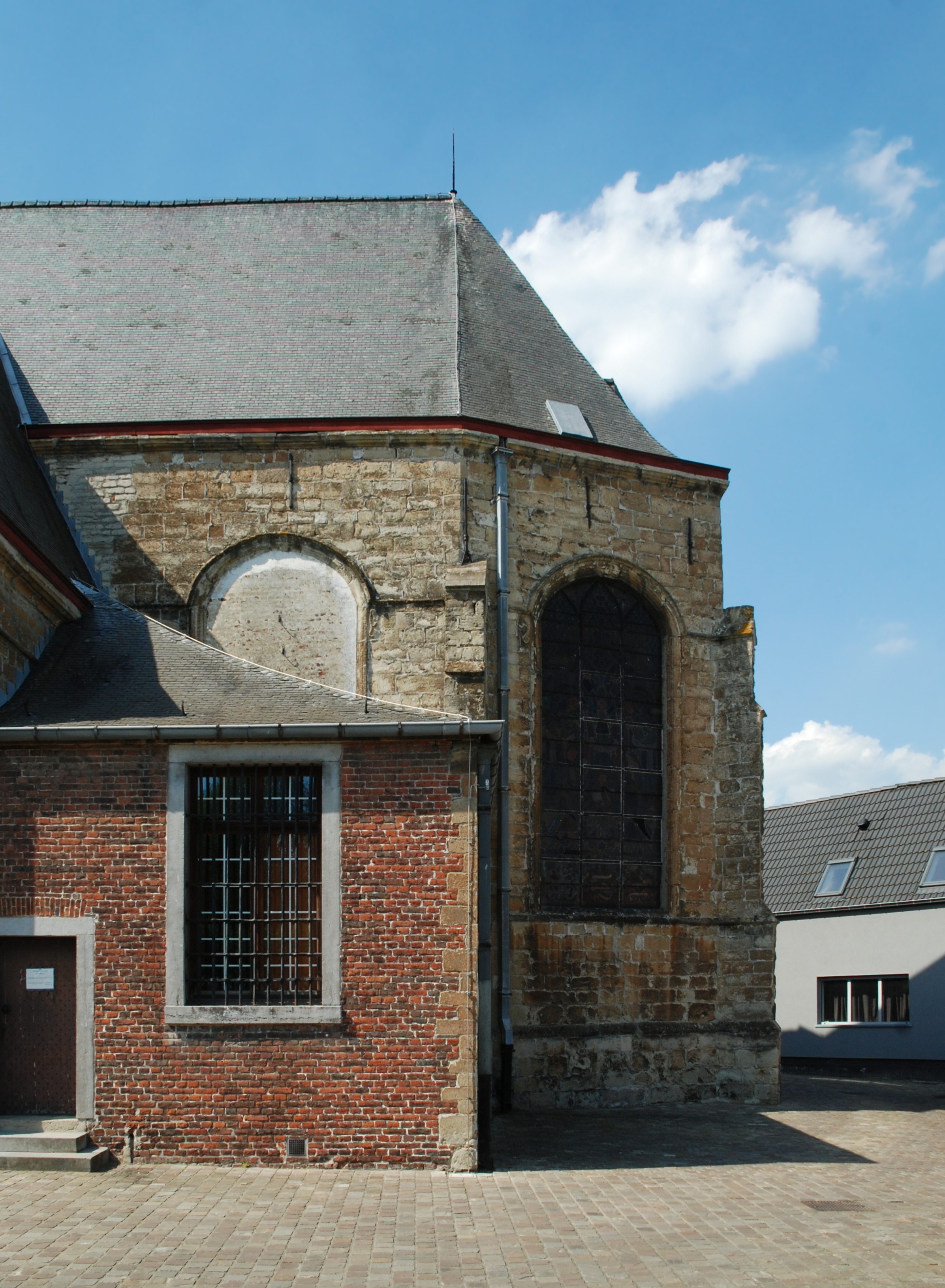
Chevet.